# Mitu tomentosum
L'hocco senzacresta o crace minore becco a rasoio  (Mitu tomentosum) è una specie di uccello della famiglia Cracidae. Si trova in Brasile, Colombia, Guyana e Venezuela. Il suo habitat naturale è la foresta pluviale di latifoglie tropicale e subtropicale. Questa specie è particolarmente minacciata dalla frammentazione del suo habitat e dalla caccia, e si prevede che la popolazione si ridurrà del 25/30% nelle prossime tre generazioni.